# Mistrzostwa Polski Strongman 2009
Mistrzostwa Polski Strongman 2009 – doroczne, indywidualne zawody polskich siłaczy.

## Kwalifikacje
Data: 25 lipca 2009 r.

Miejsce: Trzebiatów  Polska
Wyniki kwalifikacji:
| Miejsce | Zawodnik              | Punkty |
| ------- | --------------------- | ------ |
| 1.      | Mariusz Pudzianowski  | 50,5   |
| 2.      | Grzegorz Szymański    | 47,5   |
| 3.      | Krzysztof Radzikowski | 44     |
| 4.      | Rafał Kobylarz        | 44     |
| 5.      | Tomasz Żocholl        | 37,5   |
| 6.      | Tomasz Kowal          | 36     |
| 7.      | Janusz Kułaga         | 32     |
| 8.      | Wojciech Jastrząb     | 26,5   |
| 9.      | Jarosław Nowacki      | 21     |
| 10.     | Marcin Stankiewicz    | 15     |
| 11.     | Sebastian Kowalczyk   | 15     |
| 12.     | Artur Lech            | 5      |

Do finału kwalifikuje się ośmiu najlepszych zawodników.

## Finał
Data: 26 lipca 2009 r.

Miejsce: Trzebiatów  Polska
Wyniki zawodów:
| Miejsce | Zawodnik              | Punkty |
| ------- | --------------------- | ------ |
| 1.      | Mariusz Pudzianowski  | 42     |
| 2.      | Grzegorz Szymański    | 35     |
| 3.      | Krzysztof Radzikowski | 34     |
| 4.      | Rafał Kobylarz        | 28     |
| 5.      | Tomasz Kowal          | 24     |
| 6.      | Janusz Kułaga         | 22     |
| 7.      | Tomasz Żocholl        | 18     |
| 8.      | Wojciech Jastrząb     | 13     |